# José Antonio Rosillo
José Antonio Rosillo Atencia (20 de mayo de 1990) es un deportista español que compite en taekwondo. Ganó dos medallas de bronce en el Campeonato Mundial de Taekwondo, en los años 2013 y 2015, ambas en la categoría de –68 kg.

## Palmarés internacional
| Campeonato Mundial | Campeonato Mundial  | Campeonato Mundial | Campeonato Mundial |
| Año                | Lugar               | Medalla            | Categoría          |
| ------------------ | ------------------- | ------------------ | ------------------ |
| 2013               | Puebla (México)     | Medalla de bronce  | –68 kg             |
| 2015               | Cheliábinsk (Rusia) | Medalla de bronce  | –68 kg             |